# Южно-Уральский государственный гуманитарно-педагогический университет
ФГБОУ ВО Ю́жно-Ура́льский госуда́рственный гуманита́рно-педагоги́ческий университе́т — высшее педагогическое учебное заведение, один из старейших вузов Челябинской области. Основан в 1934 году как педагогический институт.
В 1995 году Челябинский педагогический институт получил статус университета и был переименован в Челябинский государственный педагогический университет. Образовательная деятельность университета направлена на реализацию Государственного стандарта профессионального образования, повышение качества профессиональной подготовки педагогических кадров, интенсификацию учебного процесса, поиски новых форм обучения, творческое развитие личности будущих учителей. В 2009 году Система Менеджмента Качества ЧГПУ прошла международную оценку и регистрацию уполномоченной организации NQA на соответствие требованиям стандарта BS EN ISO 9001:2000, а также ЧГПУ был занесен в реестр «Надежная репутация». В 2013 году при университет был открыт колледж, который начал готовить кадры со средним профессиональным образованием. На сегодняшний день университет реализует четыре уровня профессионального образования: среднее профессиональное образование, высшее профессиональное — бакалавриат, высшее профессиональное — магистратура и высшее профессиональное — подготовка кадров высшей квалификации (аспирантура).

## История
В 1934 году был основан как Челябинский педагогический институт. В 1995 году был переименован в Челябинский государственный педагогический университет, а в 2016 году получил название Южно-Уральского государственного гуманитарно-педагогического университета.
За более чем 85-летнюю историю университет выпустил 85 000 специалистов в педагогической области.
Осенью 2015 года поднят вопрос об объединений Челябинского государственного педагогического университета с Челябинским государственным университетом с созданием Евразийского государственного гуманитарно-педагогического университета.

## Факультеты, институты и высшие школы
- Факультет дошкольного образования
  - Кафедра педагогики и психологии детства
  - Кафедра теории, методики и менеджмента дошкольного образования
- Естественно-технологический факультет
  - Общей биологии и физиологии
  - Химии, экологии и методики обучения химии
  - Географии и методики обучения географии
  - Технологии и психолого-педагогических дисциплин
- Факультет инклюзивного и коррекционного образования
  - Кафедра социальной работы, педагогики и психологии
  - Кафедра специальной педагогики, психологии и предметных методик
- Факультет иностранных языков
  - Кафедра английского языка и методики обучения английскому языку
  - Кафедра английской филологии
  - Кафедра иностранных языков и методики обучения иностранным языкам
  - Кафедра немецкого языка и методики обучения немецкому языку
- Исторический факультет
  - Кафедра всеобщей истории
  - Кафедра отечественной истории и права
- Факультет народного художественного творчества
  - Кафедра хореографии
- Факультет подготовки учителей начальных классов
  - Кафедра русского языка, литературы и методики обучения русскому языку и литературе
  - Кафедра математики, естествознания и методик обучения математике и естествознанию
  - Кафедра педагогики, психологии и предметных методик
- Профессионально-педагогический институт
  - Кафедра автомобильного транспорта, информационных технологий и методики обучения техническим дисциплинам
  - Кафедра подготовки педагогов профессионального обучения и предметных методик
  - Кафедра экономики, управления и права
- Факультет психологии
  - Теоретической и прикладной психологии
  - Философии и культурологии
- Факультет математики, физики, информатики
  - Кафедра математики и методики обучения математике
  - Кафедра физики и методики обучения физике
  - Кафедра информатики, информационных технологий и методики обучения информатике
- Филологический факультет
  - Кафедра литературы и методики обучения литературе
  - Кафедра русского языка и методики обучения русскому языку
- Высшая школа физической культуры и спорта
  - Кафедра физического воспитания
  - Кафедра безопасности жизнедеятельности и медико-биологических дисциплин
  - Кафедра теории и методики физической культуры и спорта
- Колледж ЮУрГГПУ

## Ректоры
- 1934—1935 гг. — Щукин Иван Яковлевич, доцент
- 1935—1937 гг. — Зеленский Иван Кондратьевич (репрессирован)
- 1937—1941 гг. — Жибарев Павел Борисович, д.и.н., профессор
- май—июль 1941 г. — Клюкин Дмитрий Александрович, доцент
- 1941—1943 гг. — Старцев Виктор Степанович, к.г.н., доцент
- май—июль 1943 г. — Гуревич Приам Владимирович, профессор
- 1943—1944 гг. — Редько Федор Андреевич, доцент
- 1944—1952 гг. — Жданов Василий Андреевич, к.п.н., доцент
- 1952—1956 гг. — Алпатов, Николай Иванович, д.п.н., профессор
- 1956—1961 гг. — Карманов Анатолий Георгиевич, к.и.н., доцент
- 1961—1964 гг. — Тяжельников, Евгений Михайлович, к.и.н., доцент
- 1964—1971 гг. — Томин, Николай Андреевич, д.п.н., профессор
- 1971—1994 гг. — Шулепов, Сергей Васильевич, д.ф.-м.н., профессор, Заслуженный деятель науки РФ
- 1994—2000 гг. — Аменд, Александр Филиппович, д.п.н., профессор, Заслуженный учитель РФ, Заслуженный работник высшей школы РФ
- 2000—2010 гг. — Латюшин Виталий Викторович, к.п.н., профессор, Заслуженный работник высшей школы РФ
- 2010—2017 гг. — Садырин Владимир Витальевич, к.п.н., доцент, действительный государственный советник 1 класса
- 2017—2023 гг. — Чумаченко Татьяна Александровна, д.и.н., доцент
- 2023—наст. вр. — Кузнецов Александр Игоревич, к.п.н., доцент

## Выпускники
Университетом выпущено более 50 тысяч специалистов. Более тысячи выпускников университета носят звание «Заслуженный учитель РФ», свыше 1200 педагогов награждены орденами и медалями, более 5 тысяч — почётным знаком «Отличник народного просвещения».
См. категорию Категория:Выпускники Южно-Уральского государственного гуманитарно-педагогического университета
- Кропотов, Юрий Петрович — Почетный гражданин г. Челябинска, Заслуженный работник культуры РСФСР, Мастер спорта СССР по туризму (1955)
- Скобликова, Лидия Павловна — шестикратная олимпийская чемпионка по конькобежному спорту, Заслуженный мастер спорта СССР, к.и.н., профессор (1960)
- Щербакова, Галина Николаевна — писательница, сценарист
- Гостев, Анатолий Германович — народный учитель РФ, д.п.н., профессор
- Брызгалов, Юрий Васильевич — поэт, переводчик (1973)
- Середа, Андрей Васильевич — поэт, писатель, драматург (1984)
- Гришина, Елена Дмитриевна — бард, неоднократный лауреат Ильменского и Грушинского фестивалей
- Яшин, Вадим Викторович — футболист, чемпион мира по мини-футболу (1994)
- Елесина, Елена Борисовна — олимпийский чемпион по прыжкам в высоту (2000)
- Сибилёва, Татьяна Валерьевна — МСМК по спортивной ходьбе, пятикратная чемпионка России, участница XXIX летних Олимпийских игр в Пекине (2008)
- Орлов, Юрий Михайлович (1928—2000) — д.пс.н., основоположник саногенного мышления, заведующий кафедрой Первого МГМУ им. И. М. Сеченова.
- Поповский, Александр Сергеевич — поэт, член Союза писателей России
- Шерстнева, Аглая Александровна — заслуженный учитель РФ
- Поповский, Никита Александрович — поэт, общественный деятель, лауреат премии имени В. Поляничко, член Союза писателей России
- Стародубцев, Дмитрий Андреевич — МСМК по легкой атлетике, участник XXIX (Пекин, 2008) и XXX (Лондон, 2012) летних Олимпийских игр.